# Abrettène
L’Abrettène (ou Abbretane et plus rarement Abbextine), du grec ancien Ἀβρεττενός Habrettenόs, est un ancien canton de la Mysie, sur le Rhyndacos. Cette région avec la Morène constituait la majeure partie de la grande Mysie. Bordé au sud par les monts Pédases qui le séparaient de la Morène, l'Abrettène était frontalier de la Phrygie et de la Bithynie. Sous l'empire ottoman, l'Abrettène fait partie de la vilayet de Hüdavendigâr (Turquie d'Asie).